# ۱۷۲ (پیش از میلاد)
۱۷۲ (پیش از میلاد) ۱۷۲مین سال قبل از تقویم میلادی است.